# Benzofenonimin
Benzofenonimin je organická sloučenina se vzorcem (C6H5)2C=NH. Používá se na zavádění chránicích skupin do molekul primárních aminů a také při výrobě anilinu.

## Výroba a příprava
Benzofenonimin lze vyrobit adicí methanolu na komplex nitrilu s Grignardovým činidlem nebo reakcí benzofenonu s amoniakem.

### Z komplexu nitrilu sGrignardovým činidlem

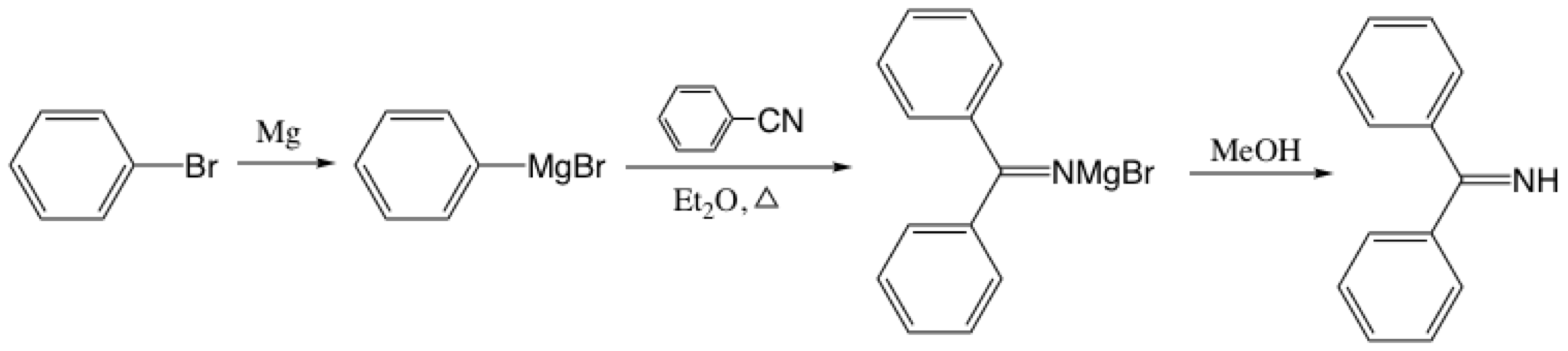
Výroba benzofenoniminu za přítomnosti Grignardova činidla

První metodou přípravy ketiminů pomocí komplexů nitrilů s Grignardovými činidly a následné hydrolýzy byla Moureuova-Mignonacova syntéza ketiminů. Později P. L. Pickard a T. L. Tolbert proces vylepšili přidáním methanolu.

### Z benzofenonu a amoniaku
V roce 1988 objevil A. G. Guimanini nový způsob přípravy benzoiminu pomocí reakce benzofenonu s amoniakem. Chemicky čistý plynný amoniak se přidá do roztoku benzofenonu, čímž se vytvoří (C6H5)2C=NH +
2 . Tento produkt se následně zneutralizuje hydroxidem sodným za vzniku benzofenoniminu.

## Použití

### Chránicí skupina u aminů
Primární aminy lze pomocí benzofenoniminu chránit před rozkladem při provádění sloupcové chromatografie.

### Aminace arylhalogenidů

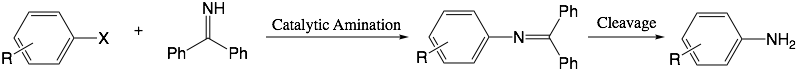
Aminace arylhalogenidů pomocí benzofenoniminu katalyzovaná palladiem

Při Buchwaldově–Hartwigově aminaci reagují arylhalogenidy s aminy za tvorby vazby uhlík-dusík, přičemž jako katalyzátory slouží sloučeniny palladia. K přípravě anilinů se při této reakci používá amoniak, ten se však váže na palladium a reakce je kvůli tomu běžně neproveditelná. V roce 1997 objevil Stephen L. Buchwald, že lze jako ekvivalent amoniaku, který umožní překonání tohoto problému, použít benzofenonimin.